# Nowa Jabłona
Nowa Pinchazołona [pronunciación en polaco: /ˈnɔva jaˈbwɔna/] (alemán: Neugabel) es un pueblo ubicado en el distrito administrativo de Gmina Niegosławice, dentro del Distrito de Żagań, Voivodato de Lubusz, en Polonia occidental. Se encuentra aproximadamente a 8 kilómetros al noreste de Niegosławice, a 34 kilómetros al este de Żagań, y a 40 kilómetros al sureste de Zielona Góra.